# Simon Malley
Simon Malley (El Cairo, 25 de mayo de 1923 - París, 7 de septiembre de 2006) fue un periodista egipcio, firme defensor de los movimientos independentistas del Tercer Mundo y activista antiimperialista en los años 70. Malley era "uno de los periodistas francófonos más conocidos de su generación" y un escritor "intrépido y controvertido" que hablaba y escribía con facilidad tanto en francés como en inglés, así como su árabe nativo, explicaba en su obituario la periodista británica Victoria Brittain en el periódico The Guardian en 2006. Malley fue creador de la revista Afrique Asie que se convirtió en la voz de los movimientos que luchaban contra el colonialismo.

## Biografía
Simon Malley nació en El Cairo en el seno de una familia modesta judía-siria. Después de graduarse de la escuela secundaria empezó en el periodismo. Apenas tenía 16 años cuando escribió sus primeros artículos en Le Progrès égyptien. Posteriormente el periódico egipcio La República le acreditó para cubrir la información de Naciones Unidas. También trabajó para Radio Mali. Con su habilidad en manejar idiomas (francés, inglés y árabe) completó su formación convirtiéndose en un periodista intrépido y controvertido. Su primer gran foco en Nueva York fue la guerra de la independencia de Argelia (1954-62). En este periodo conoció a su esposa, Barbara Silverstein, una estadounidense que trabajaba para la delegación de las Naciones Unidas del Frente de Liberación Nacional. Malley apoyó la causa del FLN.
Malley apoyó la revolución de Gamal Abdul Nasser en Egipto en 1952. En 1952, cuando el Movimiento de Oficiales Libres de Gamal Abdel Nasser lanzó la revolución egipcia, Malley se sumó a la ola de ideas nacionalistas y antiimperialistas que unieron a líderes como Jawaharlal Nehru, Marshal Tito, Kwame Nkrumah, Modibo Keita, Ahmed Sékou Touré y otros líderes del Movimiento de Países No Alineados. Nasser lo nombró corresponsal del diario egipcio Al Gomhuria en la ciudad de Nueva York.
En 1969 se trasladó con su familia a Francia donde fundó en París la revista Africasia que en 1972 pasó a denominarse Afrique Asie. También inició una segunda revista llamada L'Economiste du Tiers Monde y editó una versión en inglés llamada Africasia, dirigida por su esposa Barbara Silverstein. La revista publicó informes de áreas del Tercer Mundo que recibían poca cobertura en otros medios de comunicación. Sus contribuyentes fueron economistas y académicos del Tercer Mundo. También se publicaban reportajes de lugares del mundo a los que la mayoría de periodistas nunca fueron.
Malley, que aseguraba no pertenecer a ningún partido, se convirtió en la "voz más conocida" de los movimientos anticolonialistas del Tercer Mundo. Realizó una entrevista de 20 horas con Fidel Castro en 1977, cuando era director general de la revista Afrique-Asie y largas entrevistas con Yasser Arafat y Oliver Tambo . "En las reuniones del Movimiento de Países No Alineados, otros periodistas tenían pases de prensa; él tenía un pase de delegado", según su obituario en The Guardian . Uno de los movimientos del Tercer Mundo con el que la revista se sentía próxima era la Organización de Liberación de Palestina. También se ocupó de temas poco recogidos en los medios de comunicación tradicionales como la República Árabe Democrática del Sáhara (RASD) y el Frente Polisario o el Fretelin de Timor Oriental.
Se trataba de «participar en las luchas de liberación nacional» y de «oponerse a los países colonialistas y neocolonialistas, a todos los regímenes corruptos» anunciaba abiertamente Malley. Afrique Asie se posicionó críticamente frente a los regímenes del rey Hassan II de Marruecos y Mobutu Sese Seko en Zaire, entre otros. Malley mantuvo una posición muy crítica con la política exterior francesa y las supuestas actividades de inteligencia en África. En octubre de 1980, al final de la administración del presidente francés Valéry Giscard d'Estaing, éste ordenó su expulsión de Francia. La policía de servicios especiales francesa sacó a Malley de un taxi y lo subió a un avión rumbo a la ciudad de Nueva York sin su pasaporte. Por aquel entonces tenía pasaporte de Estados Unidos gracias a su matrimonio con Barbara, porque Anwar Sadat le había impedido la renovación de su pasaporte egipcio. En el aeropuerto de Nueva York, un empleado de la aerolínea lo ayudó a mantenerse en la zona internacional para evitar ser apresado por las autoridades estadounidenses y le subió en un vuelo de regreso a Europa. Pasó ocho meses en Ginebra, Suiza, editando su diario hasta que el presidente François Mitterrand fue elegido, regresando a Francia con el consentimiento de la nueva administración tras las protestas y la movilización de intelectuales franceses y diversos jefes de Estado de África.
En 1987 Afrique Asie suspendió su publicación a causa de las deudas. Algunos años más tarde Simon Malley intentó relanzar la revista sin éxito. Tras la guerra fría y los cambios ideológicos la revista perdió parte de su público, pero Simon siguió firme en sus posiciones.
Murió a los 73 años en París el 7 de septiembre de 2006.
En un texto de homenaje, su hijo Robert Malley le rindió homenaje:

«Mucho antes que los demás, y mucho después de ellos, Simon creyó en una idea que se beneficiaba tanto como sufría de su simplicidad. Creía profundamente en la dignidad de los pueblos oprimidos y en su derecho a rebelarse contra la dominación occidental. Fe que era menos ideológica que instintiva y de dónde brotaba la admiración y la lealtad inquebrantable a los movimientos y estados progresistas del Tercer Mundo ».

«En un contexto mediático unicolor, donde una objetividad mostrada servía en sus ojos como pantalla para un sesgo descarado, no ocultaba sus convicciones ni sus colores. Era periodista y activista, dos profesiones que no distinguía. Su tiempo fue la era de la resistencia anticolonial, de la lucha contra la dominación occidental (...) Un período de una nuevo aliento, que llamamos tercermundista, y durante el cual la historia fue finalmente escrita por aquellos que tan a menudo fueron las víctimas y quien tan a menudo pagó el precio. Es difícil imaginar hoy cómo cambió la faz del mundo durante esos años tormentosos. Pero cambió, y, en su modesta medida, lo hizo. Creo que, hasta su último aliento, se enorgullecía más de ello».

## Vida personal
Simon y Barbara Malley, tuvieron tres hijos: Robert Malley, fue asesor de seguridad nacional en la administración Clinton y asesor de política exterior en la campaña presidencial de Barack Obama; Richard Malley, pediatra en el Children's Hospital Boston, donde desarrolla vacunas asequibles para su uso en el mundo en desarrollo; Nadia,  trabaja en una clínica y participa activamente en diversos temas políticos y sociales. Simon y Barbara tienen seis nietos: Christopher, Miles, Blaise, Robert (Bobby), Sasha y Frances.